# Гурда (шашка)

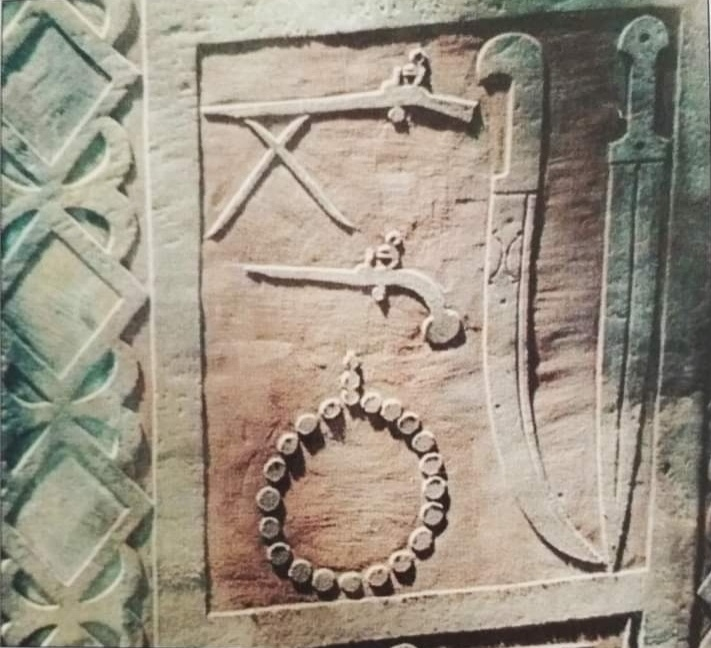
Могильный памятник в Чечне 1841 года. На памятнике шашка с изображённым на ней клеймом «гурда». Кладбище воинов, погибших во время Кавказской войны аула Майртуп.

Гурда (чечен. Гlорда, Гlурда — «владелец капкана») — чеченское холодное оружие. Клинки с клеймом в форме челюстей, активно использовались в период Кавказской войны.
Клинок из качественной стали, широкий, мало искривлённый, с широким, но неглубоким долом посередине, за которым, в стороне обуха, расположены ещё два более узких, но и более глубоких. Клеймо состоит из двух обращённых рогами в противоположные стороны полумесяцев. На узких долах обычно были небольшие прямоугольной формы углубления (иногда называемые точками).

## История
На клинках Гурды кавказскими мастерами использовалось клеймо 
«челюсти»  которое, по мнению исследователя оружия Э. Э. Ленца, позаимствовано у итальянских клинков, впервые вышедших из мастерских Генуи и имевших почётную известность («Генуя» на лигурийском диалекте означает «устье», но также и «рот», «челюсти»). Правда, ещё в XVI веке работали замечательные мастера, вроде учёного кузнеца из Венеции Андреа де Ферарра, чьё искусство славилось во все Европе, но это были одиночки, унёсшие свои секреты в могилу.
Встречались на Кавказе также клинки с различными изображениями и латинскими надписями. Такие клинки, по свидетельству В. А. Потто, могли быть добыты горцами из могил венецианских и генуэзских воинов, погребённых в Колхиде, а затем переделаны. Однако, основная масса оружия у горцев и казаков была местного, кавказского производства.
Отличить западноевропейское клеймо от его кавказской копии затруднительно. Большинство клинков с этим клеймом Э. Г. Аствацатурян считает кавказским производством. Обычно о подделке говорит какая-нибудь деталь: то гурда использована в качестве орнаментального мотива, то между зубцами не слово Генуя, а бессмысленный набор букв или совсем другое слово. Иногда наряду со значком гурда кавказский мастер оставил своё собственное имя, написанное арабскими буквами. В этом случае мастер не пытался выдать свой клинок за европейский, он просто снабжал его популярной маркой.
М. Ю. Лермонтов Кавказец, 1841 год.
У него завелась шашка,
настоящая Гурда,
Кинжал — старый Базалай…
В чеченских народных сказаниях говорится, что Гурда, словно меч Салладина, рассекала подушку, поднесенный к лезвию человеческий волос после дуновения срезался, её клинок рубил все другие клинки. Доспехи для Гурды не являлись преградой. Слава о ней уходила далеко за пределы Кавказа.
Известно о мастерах, давших клинку название Гурда, но неизвестно точное время её появления. Однако многочисленные факты свидетельствуют что в XIX веке, в бытность на Кавказе М. Ю. Лермонтова и Л. Н. Толстого, настоящая Гурда была редким и дорогим оружием.
Приобрести шашку Гурда была мечтой всякого ценителя холодного оружия, посещавшего Кавказ в XIX веке. Как лучшая шашка, Гурда вызвала у всех восхищение. Это способствовало изготовлению подделок многими оружейниками Кавказа, образцы которые дошли до наших дней. Очевидно, что очень мало музеев могут похвастаться наличием у них подлинной Гурды.

## История происхождения шашки гурда

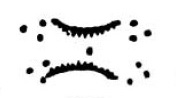
Одна из форм клейма гурды

Наряду с версией Э. Ленца, записанной им в 1911 году, которую можно услышать и в наши дни от стариков в различных вариантах, в чеченском обществе бытуют две версии. Лев Толстой в примечании к повести Казаки писал:

Гурда (чеченское) — Шашки и кинжалы, дороже всего ценимые на Кавказе, называются по мастеру Гурда

.

### Первая версия
В тайпо-родовом делении чеченцев есть тайп айткхаллой, большая часть которого, как и прежде, проживает сегодня в юго-восточной части Чеченской Республики. Тайп славится своими удалыми наездниками и оружейными мастерами. В ауле Айткхаллой были умелые мастера-оружейники. Особой славой пользовались клинки старого мастера, строго хранивший свои секреты. Перед ковкой и закалкой клинков он долго молился в мечети, а потом надолго уходил в горы. Клинок мастера имел название Гора-да, что дословно с чеченского означает: владеющий силой, властелин мощи. Гора да, произносимое слитно на русском языке, в русской интерпретации соответствует слову Гурда.

### Вторая версия
Наиболее распространенной среди краеведов республики является версия о принадлежности шашки Гурда к чеченскому тайпу Гордалой. Аул Гордали расположен в Ножай-Юртовском районе республики. Гурда древнее чеченское меч, то есть меченосцы.
В ауле Гордали жила большая династия мастеров — умельцев по изготовлению холодного оружия, которая помимо шашек и кинжалов изготовляла плоские стальные напильники высокой закалки, имевшие ещё и по бокам бугорки металлических зубьев. Напильники назывались гурда по имени того же изготовителя шашки Гурды. В памяти стариков из тайпа гордалой остались, к сожалению, скудные предания об оружейном производстве и мастерах села, ограничивающиеся только лишь констатацией факта о существовании у них оружейного промысла. При этом о шашке и мастере говорят без сомнения и с гордостью. Их предания гласят, что мастер изготовлявший клинки, был в ауле последним из некогда большой династии. Он один знал секреты их изготовления, перешедшие ему от предков. С его внезапной смертью была утрачена технология изготовления Гурды. Гордалинцы считают, что последний мастер жил и работал в XVIII веке. По их мнению, имя оружейника было Горда соответственно названию тайпа. Примечательно и то, что гордалоевские старики шашку называют не Гурда, а Горда.
Наличие двух соседствующих версий о шашке Гурда несомненно вызывает интерес… У гордалинцев бытует мнение, что первоначальной основой клейма гурда являются не челюсти города Генуя, а зубья капкана. Такая вероятность возможна, если учесть, что чеченское слово гур (гура) означает капкан, а гур да владелец капкана, основатель капкана. Речь может идти о мощных капканах с мертвой хваткой, использовавшихся в старину чеченцами для поимки медведя, барса, волка. Старейшины тайпа, а также историк В. А. Асталов, являющийся выходцем из тайпа гордалой, считают, что клеймо, зубья ранее накладывалось на мечи и сабли, имело внешнюю изогнутость, схожую с формой укуса. По их предположению, только с широким распространением генуэзских клинков на Кавказе (XV—XVI) клеймо зубья, схожее с клеймом челюсти, стали изображать в форме последнего….
Определённым подтверждением этой версии может служить расположение зубьев на клеймах челюсти (то с внутренней, то с внешней стороны линии). Подобное возможно при изменениях ранних форм клейма. По свидетельству В. А. Потто: Знатоки разделяют три рода Гурды: это Ассель (старая Гурда), Гурда-Мажар и Гурда Эль-Мурза, отличающиеся друг от друга различными клеймами.
В героических песнях чеченцев шашки именуются — Горда (чечен. Гlоьрда), а у М. Ю. Лермонтова и Л. Н. Толстого — Гурда. Это свидетельствует о том, что с приходом русских на Кавказ чеченская Горда стала Гурдой.

## Описание
Сохранилось описание офицера казачьих войск, владельца настоящей Гурды, проживавшего в Европе.
Шашки Гурда изготавливались на Кавказе одним неизвестным мастером-горцем. Выпущено всего несколько десятков штук, вот почему их так трудно достать. Секрет изготовления Гурды остался неизвестен. По виду сталь тёмная. Имеет как будто следы раковин. По длине немного короче златоустовских клинков. Была масса подделок под Гурду, но настоящих знатоков было мало. Ей можно было свободно рубить гвозди, никаких следов на лезвии не оставалось. Гвоздь в 2 см после удара имел чистый срез, словно это было не железо, а алюминий или олово. Для рубки Гурда была очень удобная, благодаря правильному расположению отвеса и центра удара. Гурду можно было согнуть, хоть и не без труда. И все же она принимала первоначальный вид. Конец клинка отточен с двух сторон примерно на 2-3 см для укола. На каждой стороне имеется по одному широкому продольному пазу для стекания крови.
По одной версии Гурда генуэзской работы, по другой сделана в Дамаске, который в средние века славились выделкой замечательных клинков исключительной крепости. Третья версия:«Гурда творение неизвестного кавказского мастера, унёсшего в могилу секрет изготовления шашки. Я лично больше присоединяюсь к последней версии. От большинства любителей и знатоков оружия я слышал именно этот вариант».

## Гурда в искусстве
- Сподвижник имама Шамиля, участник Кавказской войны 1834—1859 годов Магомед-Бек Аварский, поэтическое творчество которого относится к 40—70 годам XIX века, оставил поэму, написанную в 1860 году[14].

… И только чеченцы — стальные сердца
Решили  до смертного  биться конца
Чеченцы обету  и чести верны,
И шашек их гурдских удары грозны… .
- Песня (илли) XVII века О Тёрм-Оле и вожаке Хайдарби[11];

Когда не смерился
И веру не принял главарь Хайдарби,
Тёрм-Ола дал волю булатному горде
И мигом кафиры голов
Своих круглых лишились.

## Память
- Могильные памятники (в основном XIX века), сохранившиеся в предгорной и горной Чечне, периода Кавказской войны, богато украшены орнаментом. На мужских памятниках изображено оружие — шашки, кинжалы, ружья, пистолеты. Часто на изображенных шашках встречаются выбитые клейма «гурда»[9].